# معادله مربعی
در جبر، معادله مربعی (به انگلیسی: Quadratic Equation) (که quadratus در لاتین به معنای مربع است) (یا معادله درجه دو)، هر معادله‌ای است که بتوان آن را به صورت فرم استاندارد زیر نوشت:
{\displaystyle ax^{2}+bx+c=0}
که در آن {\displaystyle x} یک نامعلوم (یا متغیر، مجهول و...) و {\displaystyle a,b,c} نمایشگر اعداد معلوم‌اند با این شرط که 0 {\displaystyle a\neq }. اگر {\displaystyle a=0}، آنگاه این معادله خطی است و دیگر مربعی نخواهد بود، چرا که دیگر جمله {\displaystyle ax^{2}} وجود نخواهد داشت. اعداد {\displaystyle a,b,c} را ضرایب معادله، ثابت‌ها نامیده می‌شوند.
مقادیر {\displaystyle x} هایی که در معادله صدق کنند را حل (یا جواب) معادله یا ریشه‌ها یا صفرهای طرف چپ عبارت می‌نامند. اگر همهٔ ضرایب معادله مربعی اعداد حقیقی باشند، آن‌گاه معادله یا دو ریشه حقیقی، یا یک ریشه مضاعف حقیقی و یا دو ریشه مختلط که مزدوج مختلط یکدیگرند، دارد. پس می‌توان در حالت کلی دو جواب مختلط برای معادله مربعی در نظر گرفت؛ و در حالتی که ریشه مضاعف دارد، جواب‌های آن را دوتا جواب برابر هم انگاشت. معادله مربعی را در حالت کلی می‌توان به صورت زیر تجزیه کرد:
{\displaystyle ax^{2}+bx+c=a(x-r)(x-s)=0}
که در آن {\displaystyle r} و {\displaystyle s} جواب‌های x هستند.
مربع کامل کردن معادله مربعی به فرم استاندارد منجر به فرمول‌های مربعی برحسب ضرایب {\displaystyle a,b,c} می‌شود. جواب‌های مسائلی که برحسب معادلات مربعی قابل بیان‌اند، حداقل تا ۲۰۰۰ قبل از میلاد شناخته شده بودند.
چون معادله مربعی فقط با یک متغیر سروکار دارد به آن "تک متغیره" گویند. معادله مربعی تنها شامل توان‌های نامنفی x است. ضمن این که چندجمله‌ای درجه-دویی است، چرا که بزرگترین توانش برابر ۲ است.

## انواع روش‌های حل معادله درجه دو
معادلات درجه دو با روش‌های آزمون و خطا، فاکتورگیری و تجزیه، روش مربع کامل، روش هندسی، روش خوارزمی، نمودار تابع (رسم نمودار)، روش دلتا، روش نیوتون و روش‌های دیگر حل می‌شوند.

### روش آزمون و خطا
در این روش با استفاده از حدس مقادیر مختلفی را برای متغیر در معادله قرار می‌دهیم و بررسی می‌کنیم که آیا این مقدار در معادله صدق می‌کند یا خیر.
روش آزمون و خطا در واقع دادن عدد به معادله برای پیدا کردن جواب می‌باشد. در این روش باید سعی کنیم مقادیر را چنان انتخاب کنیم که ما را به سمت صفر راهنمایی کند. برای این کار بهترین راه پیدا کردن یک جواب مثبت و یک جواب منفی برای حاصل معادله می‌باشد. با محدود کردن این بازه خود را به جواب نزدیکتر می‌کنیم. در نهایت باید به جوابی که در معادله صدق می‌کند برسیم. این روش حل معمولاً به ما جواب تقریبی می‌دهد.

### روش تجزیه
این روش موقعی کارایی مناسبی دارد که بتوان به طریقی با تقسیم کل معادله بر ضریب جمله
{\displaystyle x^{2}\,}
دو ثابت
{\displaystyle b\,}
و
{\displaystyle c\,}
ای به دست آورد که بین آن‌ها رابطه‌ای به شکل
{\displaystyle b=m+n\,}
و
{\displaystyle c=mn\,} به‌سرعت به ذهن‌مان برسد. به این روش که منتج شده از اتّحاد ریاضیاتی معروف به جمله مشترک است، روش حل تجزیه‌ای گفته می‌شود. معادله بر اساس این اتحاد به شکل {\displaystyle (x+m)(x+n)=0\,} در می‌آید و در این حالت به‌آسانی با برابر صفر قرار دادن هر پرانتز به جواب‌های {\displaystyle x=-m,x=-n\,} می‌رسیم.
مثال:
می‌خواهیم معادله
{\displaystyle 2x^{2}-8x+6=0\,}
را حل کنیم.
ابتدا دو طرف را بر دو تقسیم می‌کنیم تا ضریب
{\displaystyle x^{2}\,}
یک شود. سپس در صدد یافتن m و n برمی‌آییم.
{\displaystyle x^{2}-4x+3=0\,}
همان‌طور که می‌بینیم:{\displaystyle -4=(-1)+(-3),3=(-1)(-3)\,}
یعنی به عبارتی جمع دو عدد می‌شود ۴- و ضربشان هم ۳
پس جواب‌ها به صورت {\displaystyle x=1,x=3} می‌باشند.

### روش مربع کامل کردن
این روش بر مبنای یکی از معروف‌ترین اتّحادهای ریاضی، معروف به اتحاد مربع دوجمله‌ای به دست آمده‌است. برای هر دو عبارت ریاضی مثل A و B این اتحاد به این صورت ارائه می‌گردد:
{\displaystyle (A+B)^{2}=(A)^{2}+2(A)(B)+(B)^{2}\,}
حال ما باید
{\displaystyle ax^{2}\,}
را به صورت
{\displaystyle ({\sqrt {a}}x)^{2}\,}
در نظر بگیریم و
{\displaystyle bx\,}
را به صورت
{\displaystyle 2({\sqrt {a}}x)L\,}
و از آنجا
{\displaystyle L\,}
را به دست آورده و مقدار
{\displaystyle L^{2}\,}
را
از طرف چپ معادله کم و زیاد کنیم و پس از مرتب کردن و فاکتورگیری، معادله را به شکل
{\displaystyle (({\sqrt {a}})x+L)^{2}+c-(L^{2})=0\,}
درآوریم؛ که درصورتی معادله جواب حقیقی دارد که
{\displaystyle (L^{2})-c\,}
مقداری مثبت یا صفر شود.
مثال:
می‌خواهیم
{\displaystyle 4x^{2}+12x+5=0\,}
را حل کنیم.
{\displaystyle ({\sqrt {4}}x+3)^{2}+5-9=0\,}
و سپس نتیجه می‌شود:
{\displaystyle (2x+3)^{2}=4\,}
و داریم:
{\displaystyle (2x+3)=+2,(2x+3)=-2\,}
و از آنجا به دست می‌آوریم:
{\displaystyle x=-0.5,x=-2.5\,}

### روش کلی حل معادله درجه ۲

حل معادله درجه دو به روش مربع کامل ساختن در حالت کلی و بدست آوردن فرمول دلتا از روی آن.

اگر یک معادله درجه دو به صورت زیر باشد:
{\displaystyle ax^{2}+bx+c=0\,}
راه حل عمومی آن به این شکل است:
{\displaystyle x={\frac {-b\pm {\sqrt {b^{2}-4ac}}}{2a}}}
که نماد "±" به معنی هر دو است.
| {\displaystyle x={\frac {-b+{\sqrt {b^{2}-4ac}}}{2a}}} | و | {\displaystyle x={\frac {-b-{\sqrt {b^{2}-4ac}}}{2a}}} | اگر یک معادله درجه دو به صورت زیر باشد:
{\displaystyle ax^{2}+bx+c=0\,} و b زوج باشد می‌توانیم بنویسیم :
{\displaystyle b'={\frac {b}{2}}}

{\displaystyle x={\frac {-b'\pm {\sqrt {(b')^{2}-ac}}}{a}}}
هر دو جواب‌هایی از معادله درجه ۲ هستند.
در صورتی که {\displaystyle b^{2}-4ac} کوچکتر از صفر باشد، معادله جواب حقیقی ندارد و در صورتی که برابر صفر باشد دو حل به یک حل تبدیل شده و گفته می‌شود معادله یک ریشه مضاعف دارد.
اعداد ثابت {\displaystyle p={\frac {-b}{a}}} و {\displaystyle q={\frac {c}{a}}} به ترتیب بیانگر جمع و ضرب دو ریشه هستند.

#### تعداد جواب‌های معادله درجه دو
| {\displaystyle \Delta =b^{2}-4ac} |                           |
| دو ریشه                           | {\displaystyle \Delta >0} |
| یک ریشه                           | {\displaystyle \Delta =0} |
| جواب نداریم                       | {\displaystyle \Delta <0} |

### روش ریشه‌گیری
در این روش دو نکته حائز اهمیت است:
1. {\displaystyle b=0}
2. یک طرف اتحاد مربع دوجمله‌ای و طرف دیگر عدد مثبت باشد.

مثال: 
{\displaystyle {\begin{aligned}x^{2}-4&=0\\x^{2}&=4\\x&=\pm 2\\\end{aligned}}}

## چند نکته مهم در مورد حل معادله درجه دو
1. اگر در یک معادله ضریب عدد ثابت صفر باشد، بهترین روش برای حل معادله، روش تجزیه به روش فاکتورگیری است. در این حالت به‌طور حتم یکی از ریشه‌ها صفر و دیگری {\displaystyle {\frac {-b}{a}}}خواهد بود.
2. اگر در یک معادلهٔ درجه دوم به صورت استاندارد{\displaystyle ax^{2}+bx+c=0\,} داشته باشیم: {\displaystyle a+b+c=0}(یعنی مجموع ضرایب برابر صفر باشد)، همواره یکی از جواب‌ها برابر عدد ۱ و دیگری برابر {\displaystyle {\frac {c}{a}}}است.[۲]
3. اگر در یک معادلهٔ درجه دوم به صورت استاندارد {\displaystyle ax^{2}+bx+c=0\,} داشته باشیم: {\displaystyle a-b+c=0} آنگاه همواره یکی از جواب‌ها برابر عدد ۱- و دیگری برابر {\displaystyle {\frac {-c}{a}}} است.[۲]
4. در یک معادلهٔ درجه دوم به صورت استاندارد {\displaystyle ax^{2}+bx+c=0\,}  و  {\displaystyle \Delta =b^{2}-4ac} داریم:

{\displaystyle |{x_{1}-x_{2}}|={\frac {\sqrt {b^{2}-4ac}}{|a|}}} ⇒
{\displaystyle \Delta ={(x_{1}-x_{2})^{2}}{a^{2}}}

### مجموع و حاصل ضرب ریشه‌های یک معادلهٔ درجه دو
مجموع و حاصل ضرب ریشه‌های یک معادله درجه دو در حل مسائل از اهمیت خاصی برخوردار است. معمولاً در ریاضیات مجموع ریشه‌ها را با S و ضرب ریشه‌ها را با P نمایش می‌دهند.
با فرض این‌که ریشه‌ها {\displaystyle \alpha } و {\displaystyle \beta } باشند،
مجموع و حاصل ضرب ریشه‌های معادله درجه دو به صورت زیر به دست می‌آیند:
{\displaystyle S=\alpha +\beta ={\dfrac {(-b+{\sqrt {\Delta }})+(-b-{\sqrt {\Delta }})}{2a}}={\dfrac {-b}{a}}}
{\displaystyle P=\alpha \times \beta ={\dfrac {(-b)^{2}-({\sqrt {\Delta }})^{2}}{4a^{2}}}={\dfrac {b^{2}-(b^{2}-4ac)}{4a^{2}}}={\dfrac {c}{a}}}
و می‌توان معادله را بصورت زیر بازنویسی کرد:
{\displaystyle ax^{2}+bx+c=x^{2}-Sx+P=0}

#### روابطی کاربردی که از طریق S و P (مجموع و ضرب دو ریشه) به دست می‌آیند
{\displaystyle x_{1}^{2}+x_{2}^{2}=s^{2}-2p}
{\displaystyle x_{1}^{2}-x_{2}^{2}=s\times p}
{\displaystyle x_{1}^{3}+x_{2}^{3}=s^{3}-(3\times p\times s)}
{\displaystyle x_{1}^{3}=(s+p)^{3}}
{\displaystyle x_{2}^{3}=(s-p)^{3}}
{\displaystyle x_{1}^{2}=(s+p)^{2}}
{\displaystyle x_{2}^{2}=(s-p)^{2}}

## پیوندهای بیرونی
- "Quadratic equation", Encyclopedia of Mathematics, EMS Press, 2001 [1994]
- Weisstein, Eric W. "Quadratic equations". MathWorld.
- 101 uses of a quadratic equation بایگانی‌شده  در ۱۰ نوامبر ۲۰۰۷ توسط Wayback Machine
- 101 uses of a quadratic equation: Part II بایگانی‌شده  در ۲۰۰۷-۱۰-۲۲ توسط Wayback Machine